# 趙學仕
趙學仕（1540年—？），字信甫，號梅源，浙江金華府蘭谿縣人，軍籍，明朝政治人物。

## 生平
嘉靖三十四年（1555年）乙卯科浙江鄉試第八十七名，萬曆十一年（1583年）癸未科會試第一百六十一名，登三甲第二百二十三名進士。吏部觀政，次年授福建同安县知县，十五年調繁句容县，十七年降闲散，本年改蘇州府学教授，十八年升國子監博士，二十年升南工部主事。四十四年降饶州府通判。

## 家族
曾祖趙震；祖父趙貫；父趙瑾。母王氏。永感下。